# Волкова, Паола Дмитриевна
Паола Дми́триевна Во́лкова (23 июля 1930, Москва — 15 марта 2013, там же) — советский и российский искусствовед, историк культуры. Заслуженный деятель искусств Российской Федерации (1996).

## Биография
Окончила Московский государственный библиотечный институт. Работала в Центральном выставочном зале на Манежной площади, который тогда принадлежал Государственному музею изобразительных искусств имени А. С. Пушкина.
С конца 1950-х до 1987 года преподавала во Всесоюзном государственном институте кинематографии, вела четыре курса — по русскому и зарубежному искусству, по истории костюма и по искусству и культуре древнего Китая.
С 1976 года и до последних дней жизни преподавала на Высших курсах сценаристов и режиссёров изобразительное решение фильма. В 1970—1980-х годах организовывала лекции Мераба Мамардашвили, Натана Эйдельмана, Георгия Гачева, Льва Гумилёва и других мыслителей.
В 1989—2002 годах — директор фонда имени Андрея Тарковского в Москве. За время своей работы фонд провёл больше двадцати фестивалей и выставок в России и за рубежом, был инициатором и одним из создателей Дома Андрея Тарковского на родине режиссёра в Юрьевце; установил надгробье на могиле режиссёра на русском кладбище Сент-Женевьев-де-Буа. Паолу Волкову неоднократно приглашали для чтения курса лекций о творчестве Андрея Тарковского, на открытие ретроспективных показов его фильмов, а также интервью о его творчестве для западной прессы.
В 2011—2013 годах вела на телеканале «Культура» авторский цикл передач «Мост над бездной» об истории мировой живописи.
Автор более 50 публикаций в периодических изданиях и книгах по вопросам современного искусства, а также о творчестве Андрея Тарковского.
Умерла 15 марта 2013 года в Москве. Урна с прахом захоронена на Донском кладбище (4 уч.). Часть праха развеяна над Венецианской лагуной.
В Третьяковской галерее находится портрет Паолы Волковой, написанный в 1959 году художником Владимиром Вейсбергом.

## Семья
- Племянник — Михаил Одесский, литературовед.
- Дочь Мария, сын Владимир.
- Муж — Вадим Гогосов (1934—2002), учёный-механик, доктор физико-математических наук.

## Библиография

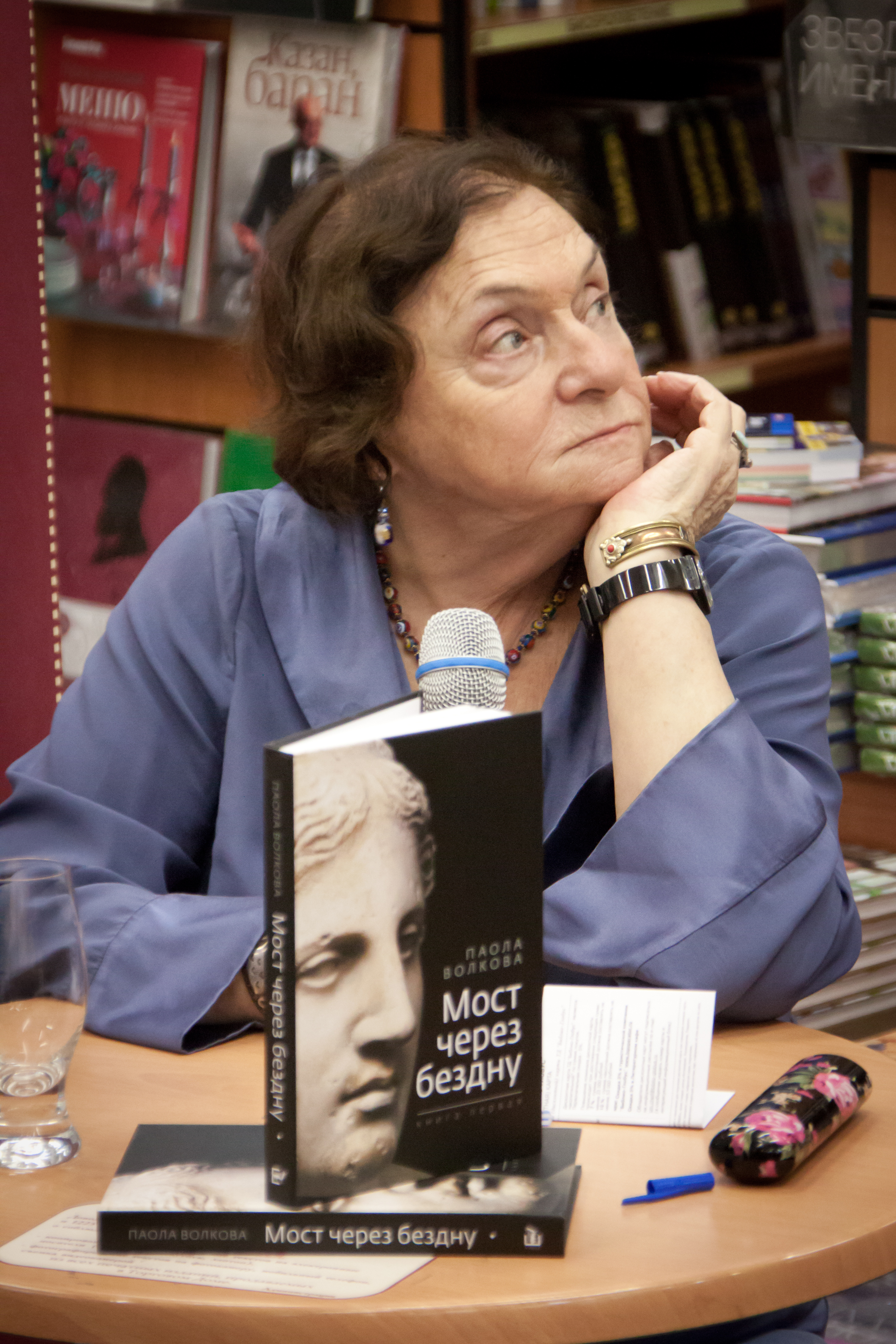
На презентации книги «Мост через бездну», 2012

## Книги о Паоле Волковой
- Paola. Алфавит Паолы Волковой. — М.: Слово, 2015. — 216 с. — ISBN 978-5-387-00990-7.

## Фильмы о Паоле Волковой
- 2015 — Мост над бездной — Итоговая программа (документальный фильм Андрея Зайцева, ВГТРК Культура)